# Mammenstil
Mammenstilen er en nordisk kunst- eller kunsthåndværkerstil fra den sene vikingetid, som opstod i løbet af den første halvdel af 900-tallet og forsvandt i begyndelsen af 11. århundrede. Dens blomstringstid er Harald Blåtands regeringstid, og hans monument, den store Jellingsten, er et af fornemste eksempler på Mammenstil. Stilarten har fået sit navn fra et fund i en vikingegrav i Mammen øst for Viborg. Her lå en pragtøkse med dyr med skællede kroppe indlagt i sølv. Stilistisk bygger Mammenstilen direkte på den ældre Jellingstil, men den viser noget afgørende nyt, idet plantemotiver nu kombineres med andre motiver. Før var det et næsten ukendt træk i nordisk kunst. Det sølvbæger, udført i Jellingstil, der blev fundet i Jellings Nordhøj er dog en markant undtagelse.  I forhold til den foregående stilperiodes meget stilistiske og abstrakte former kunne afbildninger af dyr have et mere realistisk præg. Et eksempel er den løve, der pryder den ene side af den store Jellingsten.
Stilistikken er præget af store, tunge og kraftfulde flader. Og motiverne stammer fortrinsvis fra den kristne forestillingsverden. Fx begynder slanger at få en fremtrædende plads. Arkæologen Lise Gjedssø Bertelsen har påpeget, at Mammenstilen opstod i en missionstid, og at billeder havde en vigtig funktion i udbredelsen af budskabet. Hvilket ifølge hende kan forklare de ofte meget overlæssede billeder. Også i selve udførelsen af udsmykningerne blev den europæiske indflydelse mere tydelig. Den store Jellingsten er hugget, så det danner et lavt plant relief. Det er en teknik, der normalt blev brugt til sandsten længere mod syd, hvorimod man i Norden brugte dybe indhug i hård granit på runesten.
Mammenstil er en af vikingetidens stilarter og tilhører den germanske dyrestilstradition. Almindeligvis kan vikingetidens kunst og kunsthåndværk kategoriseres i: Broa (tidl. Oseberg), Berdal, Borre, Jellinge, Mammen, Ringerike og Urnesstil.

## Billeder og genstande
- Dragen på den store Jellingsten
- Rekonstruktion af Cammin-skrinet, der gik tabt under 2. Verdenskrig.
- Udsmykket pragtøkse med sølvindlægninger fra Mammen i Jylland.
- Århusmasken, udstillet på Moesgård Museum, Århus